# Campeonato Brasileiro Série A 2017
Il Campeonato Brasileiro Série A 2017 (conosciuto ufficialmente con il nome di Brasileirão Chevrolet 2017 - Série A) è stato la 47ª edizione del massimo campionato brasiliano di calcio. Il campionato, che non ha subìto alcuna interruzione durante la disputa della Confederations Cup 2017 (disputatosi in Russia dal 17 giugno al 2 luglio 2017), è iniziato il 6 maggio 2017 e si è concluso il 3 dicembre 2017.

## Formula
Girone all'italiana con partite di andata e ritorno. Vince il campionato la squadra che totalizza più punti, retrocedono in Série B le ultime 4 classificate. In caso di arrivo a pari punti tra due o più squadre, per determinarne l'ordine in classifica sono utilizzati, nell'ordine, i seguenti criteri:
1. Maggior numero di vittorie;
2. Miglior differenza reti;
3. Maggior numero di gol segnati;
4. Confronto diretto (solo nel caso di arrivo a pari punti di due squadre);
5. Minor numero di espulsioni;
6. Minor numero di ammonizioni;
7. Sorteggio.

Per quanto riguarda la qualificazione alle competizioni internazionali:
- le prime quattro squadre si qualificano direttamente alla fase a gironi della Coppa Libertadores 2018;
- la 5ª e la 6ª classificata si qualifica alla "seconda fase" preliminare della Coppa Libertadores 2018;
- le squadre classificatesi dalla 7ª alla 12ª posizione avranno il diritto di disputare la Coppa Sudamericana 2018.

## Squadre partecipanti
| Squadra          | Città          | Stato             | Stadio            | Capacità |
| ---------------- | -------------- | ----------------- | ----------------- | -------- |
| Atl. Goianiense  | Goiânia        | Goiás             | Olímpico          | 13 500   |
| Atlético Mineiro | Belo Horizonte | Minas Gerais      | Independência     | 23 018   |
| Athl. Paranaense | Curitiba       | Paraná            | Arena da Baixada  | 40 305   |
| Avaí             | Florianópolis  | Santa Catarina    | Ressacada         | 32 226   |
| Bahia            | Salvador       | Bahia             | Arena Fonte Nova  | 50 025   |
| Botafogo         | Rio de Janeiro | Rio de Janeiro    | Arena Botafogo    | 18 000   |
| Chapecoense      | Chapecó        | Santa Catarina    | Arena Condá       | 15 765   |
| Corinthians      | San Paolo      | San Paolo         | Arena Corinthians | 45 000   |
| Coritiba         | Curitiba       | Paraná            | Couto Pereira     | 40 502   |
| Cruzeiro         | Belo Horizonte | Minas Gerais      | Mineirão          | 61 846   |
| Flamengo         | Rio de Janeiro | Rio de Janeiro    | Luso Brasileiro   | 22 000   |
| Fluminense       | Rio de Janeiro | Rio de Janeiro    | Maracanã          | 78 838   |
| Grêmio           | Porto Alegre   | Rio Grande do Sul | Arena do Grêmio   | 55 662   |
| Palmeiras        | San Paolo      | San Paolo         | Allianz Parque    | 43 713   |
| Ponte Preta      | Campinas       | San Paolo         | Moisés Lucarelli  | 17 728   |
| Santos           | Santos         | San Paolo         | Vila Belmiro      | 16 068   |
| San Paolo        | San Paolo      | San Paolo         | Morumbi           | 72 039   |
| Sport Recife     | Recife         | Pernambuco        | Ilha do Retiro    | 32 983   |
| Vasco da Gama    | Rio de Janeiro | Rio de Janeiro    | São Januário      | 40 209   |
| Vitória          | Salvador       | Bahia             | Barradão          | 34 535   |

## Classifica finale
|  | Pos. | Squadra          | Pt | G  | V  | N  | P  | GF | GS | DR  |
|  | ---- | ---------------- | -- | -- | -- | -- | -- | -- | -- | --- |
|  | 1.   | Corinthians      | 72 | 38 | 21 | 9  | 8  | 50 | 30 | +20 |
|  | 2.   | Palmeiras        | 63 | 38 | 19 | 6  | 13 | 61 | 45 | +16 |
|  | 3.   | Santos           | 63 | 38 | 17 | 12 | 9  | 42 | 32 | +10 |
|  | 4.   | Grêmio           | 62 | 38 | 18 | 8  | 12 | 55 | 36 | +19 |
|  | 5.   | Cruzeiro         | 57 | 38 | 15 | 12 | 11 | 47 | 39 | +8  |
|  | 6.   | Flamengo         | 56 | 38 | 15 | 11 | 12 | 49 | 38 | +11 |
|  | 7.   | Vasco da Gama    | 56 | 38 | 15 | 11 | 12 | 40 | 47 | -7  |
|  | 8.   | Chapecoense      | 54 | 38 | 15 | 9  | 14 | 47 | 49 | -2  |
|  | 9.   | Atlético Mineiro | 54 | 38 | 14 | 12 | 12 | 52 | 49 | +3  |
|  | 10.  | Botafogo         | 53 | 38 | 14 | 11 | 13 | 45 | 42 | +3  |
|  | 11.  | Athl. Paranaense | 51 | 38 | 14 | 9  | 15 | 45 | 43 | +2  |
|  | 12.  | Bahia            | 50 | 38 | 13 | 11 | 14 | 50 | 48 | +2  |
|  | 13.  | San Paolo        | 50 | 38 | 13 | 11 | 14 | 48 | 49 | -1  |
|  | 14.  | Fluminense       | 47 | 38 | 11 | 14 | 13 | 50 | 53 | -3  |
|  | 15.  | Sport Recife     | 45 | 38 | 12 | 9  | 17 | 46 | 58 | -12 |
|  | 16.  | Vitória          | 43 | 38 | 11 | 10 | 17 | 50 | 58 | -8  |
|  | 17.  | Coritiba         | 43 | 38 | 11 | 10 | 17 | 42 | 51 | -9  |
|  | 18.  | Avaí             | 43 | 38 | 10 | 13 | 15 | 29 | 48 | -19 |
|  | 19.  | Ponte Preta      | 39 | 38 | 10 | 9  | 19 | 37 | 52 | -15 |
|  | 20.  | Atl. Goianiense  | 36 | 38 | 9  | 8  | 19 | 38 | 56 | -18 |

Legenda:
     Campione del Brasile e ammessa alla Coppa Libertadores 2018
     Ammesse alla fase a gironi Coppa Libertadores 2018
     Ammesse ai preliminari della Coppa Libertadores 2018
     Ammesse alla Coppa Sudamericana 2018
     Retrocesse in Série B 2018
Note:
Tre punti a vittoria, uno a pareggio, zero a sconfitta.

## Calendario e risultati
|               | ATG | ATM | ATP | AVA | BAH | BOT | CHA | COR | CTB | CRU | FLA | FLU | GRE | PAL | PON | SAN | SPA | SPT | VAS | VIT |
| ------------- | --- | --- | --- | --- | --- | --- | --- | --- | --- | --- | --- | --- | --- | --- | --- | --- | --- | --- | --- | --- |
| Atlético-GO   | —   | 1–2 | 0–1 | 3–1 | 1–1 | 1–1 | 1–1 | 0–1 | 1–0 | 1–2 | 0–3 | 1–1 | 0–1 | 1–3 | 3–0 | 1–1 | 0–1 | 2–0 | 0–1 | 1–2 |
| Atlético-MG   | 3–2 | —   | 0–1 | 1–0 | 0–2 | 0–0 | 2–3 | 0–2 | 3–0 | 3–1 | 2–0 | 1–2 | 4–3 | 1–1 | 2–2 | 0–1 | 1–0 | 2–2 | 1–2 | 1–3 |
| Atlético-PR   | 2–2 | 0–2 | —   | 5–0 | 4–1 | 0–0 | 0–0 | 0–1 | 1–1 | 0–2 | 1–1 | 3–1 | 0–2 | 3–0 | 0–2 | 0–2 | 1–0 | 2–1 | 3–1 | 4–1 |
| Avaí          | 0–2 | 1–1 | 1–0 | —   | 1–2 | 1–1 | 1–0 | 0–0 | 1–4 | 1–0 | 1–1 | 0–3 | 2–2 | 2–1 | 0–0 | 0–0 | 1–1 | 1–0 | 1–2 | 0–0 |
| Bahia         | 3–0 | 2–2 | 6–2 | 1–1 | —   | 1–2 | 0–1 | 2–0 | 1–1 | 1–0 | 0–1 | 1–1 | 1–0 | 2–4 | 2–0 | 3–1 | 2–1 | 1–3 | 3–0 | 2–1 |
| Botafogo      | 1–2 | 1–1 | 0–1 | 0–2 | 1–0 | —   | 2–1 | 2–1 | 2–2 | 2–2 | 2–0 | 1–2 | 1–0 | 1–2 | 2–0 | 2–0 | 3–4 | 2–1 | 3–1 | 2–3 |
| Chapecoense   | 1–2 | 0–1 | 1–1 | 2–0 | 1–1 | 0–2 | —   | 0–1 | 2–1 | 1–2 | 0–1 | 2–0 | 3–6 | 1–0 | 1–0 | 2–0 | 2–0 | 1–1 | 2–1 | 2–1 |
| Corinthians   | 0–1 | 2–2 | 2–2 | 1–0 | 3–0 | 1–0 | 1–1 | —   | 3–1 | 1–0 | 1–1 | 3–1 | 0–0 | 3–2 | 2–0 | 2–0 | 3–2 | 3–1 | 1–0 | 0–1 |
| Coritiba      | 4–1 | 0–2 | 1–0 | 4–0 | 0–0 | 2–3 | 2–0 | 0–0 | —   | 1–0 | 1–0 | 1–2 | 0–1 | 1–0 | 1–1 | 0–0 | 1–2 | 0–3 | 2–2 | 0–1 |
| Cruzeiro      | 2–0 | 1–3 | 1–0 | 2–2 | 1–0 | 0–0 | 0–2 | 1–1 | 2–0 | —   | 1–1 | 3–1 | 3–3 | 3–1 | 2–1 | 1–1 | 1–0 | 2–0 | 0–1 | 0–0 |
| Flamengo      | 2–0 | 1–1 | 2–0 | 1–1 | 4–1 | 0–0 | 5–1 | 3–0 | 2–1 | 2–0 | —   | 1–1 | 0–1 | 2–2 | 2–0 | 1–2 | 2–0 | 2–0 | 0–0 | 0–2 |
| Fluminense    | 3–1 | 2–1 | 1–1 | 1–0 | 1–1 | 0–1 | 3–3 | 0–1 | 2–2 | 1–1 | 2–2 | —   | 0–2 | 0–1 | 2–0 | 3–2 | 3–1 | 1–2 | 0–1 | 2–1 |
| Grêmio        | 1–1 | 2–0 | 0–0 | 0–2 | 1–0 | 2–0 | 0–1 | 0–1 | 2–0 | 0–1 | 3–1 | 1–0 | —   | 1–3 | 3–1 | 1–1 | 1–0 | 5–0 | 2–0 | 1–1 |
| Palmeiras     | 1–0 | 0–0 | 0–1 | 2–0 | 2–2 | 2–0 | 0–2 | 0–2 | 1–0 | 2–2 | 2–0 | 3–1 | 1–0 | —   | 2–0 | 0–1 | 4–2 | 5–1 | 4–0 | 4–2 |
| Ponte Preta   | 1–3 | 1–2 | 2–1 | 1–2 | 0–3 | 2–1 | 3–2 | 1–0 | 4–0 | 1–0 | 1–0 | 0–0 | 0–1 | 1–2 | —   | 1–1 | 1–0 | 4–0 | 0–0 | 2–3 |
| Santos        | 1–0 | 3–1 | 1–0 | 1–1 | 3–0 | 1–0 | 1–0 | 2–0 | 1–0 | 0–1 | 3–2 | 0–0 | 1–0 | 1–0 | 0–0 | —   | 3–2 | 0–1 | 1–2 | 2–2 |
| São Paulo     | 2–2 | 1–2 | 2–1 | 2–0 | 1–1 | 0–0 | 2–2 | 1–1 | 1–2 | 3–2 | 2–0 | 1–1 | 1–1 | 2–0 | 2–2 | 2–1 | —   | 1–0 | 1–0 | 2–0 |
| Sport         | 4–0 | 1–1 | 1–0 | 0–1 | 1–0 | 1–2 | 3–0 | 1–0 | 3–4 | 1–1 | 2–0 | 2–2 | 4–3 | 0–2 | 0–0 | 1–1 | 0–0 | —   | 1–1 | 1–3 |
| Vasco da Gama | 1–0 | 1–1 | 0–1 | 1–0 | 2–1 | 1–0 | 1–1 | 2–5 | 1–1 | 0–3 | 0–1 | 3–2 | 1–0 | 1–1 | 2–1 | 0–0 | 1–1 | 2–1 | —   | 1–1 |
| Vitória       | 1–1 | 2–0 | 2–3 | 0–1 | 0–0 | 2–2 | 1–2 | 0–1 | 0–1 | 1–1 | 1–2 | 2–2 | 1–3 | 3–1 | 3–1 | 0–2 | 1–2 | 1–2 | 1–4 | —   |

## Classifica marcatori
| Gol | Giocatore        | Paese    | Squadra          |
| --- | ---------------- | -------- | ---------------- |
| 18  | Henrique Dourado | Brasile  | Fluminense       |
| 18  | Jô               | Brasile  | Corinthians      |
| 16  | André            | Brasile  | Sport Recife     |
| 13  | Lucca            | Brasile  | Ponte Preta      |
| 12  | Fred             | Brasile  | Atlético Mineiro |
| 12  | Edigar Junio     | Brasile  | Bahia            |
| 11  | Thiago Neves     | Brasile  | Cruzeiro         |
| 11  | Diego Souza      | Brasile  | Sport Recife     |
| 10  | Roger            | Brasile  | Botafogo         |
| 10  | Diego            | Brasile  | Flamengo         |
| 10  | Santiago Tréllez | Colombia | Vitória          |